# 四フッ化キセノン
四フッ化キセノン（しフッかキセノン、Xenon tetrafluoride）は、分子式がXeF4と表されるキセノンのフッ化物である。二種類の元素からのみ成る貴ガス化合物の中では最初に発見された化合物であり、1molのXeと2molのF2により生成する。この反応は251kJ/molの発熱反応である。
{\displaystyle {\ce {{Xe}+ 2F2 -> XeF4}}}
この物質の構造は、1963年に核磁気共鳴分光法とX線結晶構造解析により平面四角形であると報告されている。キセノンが2対の孤立電子対をもっているため、この構造はVSEPR理論により説明される。
四フッ化キセノンは、無色の結晶として発生する。115.7℃で昇華する。
キセノンのフッ化物は標準温度で全て熱力学的に安定であるが、空気中の水分とさえ反応するので、乾燥状態で保存しなければならない。
この物質とフッ化テトラメチルアンモニウムを反応させると、ペンタフルオロキセノン酸テトラメチルアンモニウムが得られる。